# جان وارد کرسول
جان وارد کرسول (John Ward Creswell) یک پژوهشگر دانشگاهی آمریکایی است که به‌خاطر فعالیت‌هایش در زمینهٔ پژوهش‌های ترکیبی شناخته می‌شود. او تاکنون مقالات علمی متعددی و ۲۷ کتاب در حوزه‌های پژوهش‌های ترکیبی، روش‌های تحقیق و پژوهش کیفی نوشته است.

## تحصیلات
کرسول مدرک کارشناسی خود را در رشته‌های علوم سیاسی و تاریخ از دانشگاه ماسکینگام دریافت کرد. سپس، مدرک کارشناسی ارشد در زمینهٔ امور دانشجویی و مشاوره و دکترای خود را در جامعه‌شناسی و مطالعات آموزش عالی از دانشگاه آیووا اخذ نمود.
از سال ۲۰۱۵، کرسول استاد پاره‌وقت پزشکی خانواده در دانشگاه میشیگان و نیز مدیر برنامهٔ پژوهش و مطالعات ترکیبی میشیگان بوده است. پیش‌تر، او استاد روان‌شناسی تربیتی در دانشگاه نبراسکا-لینکلن بود و کرسی استادی وقفی کلیفتون را در اختیار داشت. او یکی از بنیان‌گذاران و هم‌سردبیران نخستین «ژورنال پژوهش ترکیبی» بود و دو بار به عنوان پژوهشگر فولبرایت برگزیده شد: در سال ۲۰۰۸ در آفریقای جنوبی و در سال ۲۰۱۲ در تایلند. کرسول در سال ۲۰۱۱، یک گروه کاری مؤسسه ملی بهداشت را در زمینه "بهترین شیوه های تحقیقات روش های ترکیبی در علوم بهداشتی" رهبری کرد، سپس در ۲۰۱۳ به عنوان استاد مدعو در دانشکده بهداشت عمومی هاروارد خدمت کرد و دکترای افتخاری دانشگاه آفریقای جنوبی Pretoria را دریافت کرد.. کرسول در ۲۰۱۴، به‌عنوان رئیس مؤسس انجمن بین المللی تحقیقات روش های ترکیبی خدمت کرد. 

## آثار
کرسول تاکنون بیش از ۳۰ کتاب و ده‌ها مقالهٔ علمی در زمینهٔ طراحی پژوهش، روش‌های کیفی و ترکیبی منتشر کرده است. از جمله آثار برجستهٔ او می‌توان به کتاب‌های زیر اشاره کرد:
- Research Design: Qualitative, Quantitative, and Mixed Methods Approaches
- Qualitative Inquiry and Research Design: Choosing Among Five Approaches
- Designing and Conducting Mixed Methods Researchamazon.com+6spada.uns.ac.id+6edge.sagepub.com+6edge.sagepub.com+3eBay+3amazon.com+3

این آثار به زبان‌های مختلف ترجمه شده و در دانشگاه‌ها و مؤسسات آموزشی سراسر جهان مورد استفاده قرار می‌گیرند.

### ترجمه به فارسی
در ایران کتاب‌های کرسول چندین بار ترجمه و نشر شده‌اند.
1. طرح پژوهش رویکردهای کمی، کیفی و شیوه ترکیبی، ترجمه: حسن دانایی‌فرد، علی صالحی؛ ویراستار مینا اسعدی، تهران: ‏‫موسسه کتاب مهربان نشر‏‫، ۱۳۹۴.‬
2. ۳۰ مهارت اساسی که محققین کیفی باید بدانند؛ ترجمه: حميدرضا يزدانی، فاطمه محمدی. تهران: نگاه دانش‏‫، ‫۱۳۹۷.‬‬
3. آموزش جامع طراحی روش‌های تحقیق کیفی، ترجمه: ماریا رحیمی، تهران، مؤسسه آموزشی تالیفی ارشدان، ۱۳۹۸.
4. پویش کیفی و طرح پژوهش: انتخاب از میان پنج روی‌کرد‌ (روایت پزوهی، پدیدارشناسی، نظریه داده بنیاد، قوم‌نگاری، مطالعه موردی)، حسن دانایی‌فرد، حسین کاظمی. تهران: صفار: اشراقی‏‫، ۱۳۹۸.
5. تکنیک‌های پژوهشی (روی‌کردهای کیفی، کمی و روش‌های ترکیبی برای مهندسان)، ترجمه: منا ناظمی‌قشمی، آریا گندم‌کار طهرانی، مهران باوقار زعیمی. تهران: آنان‏‫، ۱۴۰۳.‬
6. تکنیک‌های تحقیق تلفیقی، با ویکی پلاتوکلارک؛ مترجم: عباس زارعی ، محسن نیازی، تهران :سخنوران‏‫ ، ‏‫۱۳۸۹.‬‬‬
7. درآمدی بر پژوهش روش‌های آمیخته، ترجمه: مرتضی اکبری ،‌ راضیه اکبری، تهران: روش‌‌شناسان‏‫، ۱۳۹۵.
8. درک روش تحقیق (کمی، کیفی، ترکیبی و روش پروپوزال‌نویسی)، با ویکی‌ال. پلانو کلارک؛ مترجم: کبری ویسی، تهران، راشدان، ۱۳۹۷.
9. روش تحقیق، با ویکی ال. پلانو کلارک، مترجم: مهدی وفایی‌زاده، تهران: زرین اندیشمند‏‫، ۱۳۹۹.‬
10. طرح پژوهش: رویکردهای کیفی، کمی و آمیخته، ترجمه: مهرداد مظاهری، ابوالفضل حقیقی، فاطمه قیصری، تهران، فرا انگیزش، ۱۴۰۱.
11. طرح پژوهش‌های ترکیبی، با ج. دیوید کرسول، ترجمه: مهدی کلانتری، احمد ساجدی، تهران، مهد پژوهش، ۱۴۰۰.
12. طرح تحقیق در علوم انسانی و اجتماعی، ترجمه و افزوده: اسماعیل سعدی‌پور، تهران: نشر دوران، ‏‫۱۳۹۱.